# الجراجر (العدين)

تعديل مصدري - تعديل

الجراجر محلة تابعة لقرية الوادي، التابعة لعزلة الوادي بمديرية العدين إحدى مديريات محافظة إب في الجمهورية اليمنية.، بلغ تعداد سكانها 120 حسب تعداد اليمن لعام 2004.